# Bloque Dearmas
El Bloque Dearmas S.A. es un grupo de medios de comunicación con sede en Caracas, Venezuela. Está conformado por periódicos, revistas, un canal de TV, editoras y distribuidoras de publicaciones y textos escolares; además de una red de librerías.

## Historia
El grupo editorial inició su formación en 1947 cuando el empresario Armando de Armas creó la Distribuidora Continental, encargada de distribuir en Venezuela revistas internacionales. En 1952 surgió Distribuidora Escolar, empresa dedicada a producir y distribuir textos escolares y papelería. En 1953 nació Gaceta Hípica, revista especializada en el hipísmo.
En 1960, se creó Editorial América que publicaría versiones en español de revistas pertenecientes a Hearst Corporation, así como la revista femenina Vanidades. En 1962 se compraron los derechos de la revista Bohemia, una publicación dedicada a los temas políticos.
En 1963 aparece Variedades, revista dedicada a la farándula, moda, salud, etc, En 1967 fue incorporada la Editorial Primavera, dedicada a la impresión de revistas, folletos, catálogos, encartes y artes gráficas. En 1969, las empresas de Armando de Armas fueron agrupadas con el nombre de Bloque Dearmas. En ese mismo año fue adquirido el diario deportivo Meridiano, el cual pasó a ser el principal producto del grupo. En 1970 fue adquirida la empresa editorial colombiana de revistas y libros Editorial América Colombia, que se renombró Editorial América Dearmas Colombia. En 1973 comenzó a circular el Diario 2001 de tipo noticioso. En 1974 adquiere la reconocida revista Momento cuya dirección editorial desde 1957 estaba a cargo de Carlos Ramirez MacGregor.
En 1986 se inaugura el edificio Bloque Dearmas ubicado al final de la Avenida San Martín, sector La Paz. Hasta esa fecha se ubicaba en el sector la Candelaria, específicamente entre las esquinas de La Cruz y Ferrenquín. 
El 4 de enero de 1993, el Bloque Dearmas forma una alianza con la empresa mexicana Televisa para imprimir y publicar sus revistas a través de Editorial Televisa Venezuela.
En 1994 el Bloque Dearmas decide vender su filial colombiana Editorial América Dearmas Colombia a la empresa mexicana de medios de comunicación Televisa, que la rebautiza bajo el nombre de Editorial Televisa Colombia.
En 1996 aparecieron los portales digitales meridiano.com.ve y 2001.com.ve. En 1997, la editorial lanzó Meridiano Televisión, el primer canal de TV venezolano dedicado exclusivamente al deporte nacional e internacional. También en 1997 empezó a editarse el Diario Abril, un periódico vespertino que circuló por pocos años.
En 2006 nació la revista Playboy Venezuela. Entre 2008 y 2009 operó el canal por suscripción Meridiano Max.
El 18 de diciembre de 2018, cierra la filial venezolana de Editorial Televisa junto con otras divisiones sudamericanas.

## Empresas del grupo

### Televisión
- Meridiano Televisión
- Meridiano Max

### Editoriales
- Distribuidora Continental S.A. Empresa dedicada a la distribución y comercialización de productos editoriales y otros en el territorio venezolano. En especial la edición e impresión de historietas marvel y dc entre 1990-1995 y 1999-2004. Además de la distribución masiva de historietas mexicanas y latinoamericanas, entre ellas la revista de historietas Condorito de origen chileno.
- Editorial 2001 C.A.
- Distribuidora Escolar S.A. (DISCOLAR)
- Revista Ronda C.A.
- Editorial Televisa Venezuela (hasta su cierre el 18 de diciembre de 2018)

### Red de librerías
- Librerías Las Novedades

### Industrial
- Editorial Primavera C.A.

## Publicaciones del grupo

### Diarios
- Meridiano
- Diario 2001
- Abril (vespertino, descontinuado)

### Revistas nacionales
- Bravísimo
- Farmatodo (de venta exclusiva en los locales de la franquicia)
- Hogar y Decoración
- Novias
- OK! Venezuela
- Playboy Venezuela
- Ronda (revista de espectáculos, cultura y farándula)
- SexoSentido
- Too Much
- Variedades
- Kena
- Fascinación (suplemento dominical del diario 2001)
- Meridianito (suplemento dominical del diario Meridiano para niños en edad escolar)
- Síntesis (íbidem para estudiantes de secundaria)

#### Revistas nacionales hoy fuera del mercado
- Venezuela Farándula
- Bohemia
- Meridiano Magazine (revista de deportes)
- Geomundo
- Indiscreta
- Ritmo
- Momento

### Revistas internacionales
- Glamour
- GQ Latinoamérica
- Selecciones
- Vogue Latinoamérica

#### Revistas internacionales hoy fuera del mercado
- Cosmopolitan
- Ideas para su hogar
- Burda Moden
- Buenhogar (versión en español de Good Housekeeping)
- Vanidades
- Tú (dirigida a las adolescentes)
- Popular Mechanics (Mecánica Popular)
- Harper's Bazaar
- Condorito
- Hombre de mundo
- Intimidades
- Marie Claire
- Elle
- Caras
- TVyNovelas

### Revistas de cocina
- Buen Provecho
- Mi Cocina

### Revistas hípicas
- Desbocado
- Gaceta Hípica
- La Fusta
- Sin Frenos
- Tribuna Hípica

## Eventos
También el grupo editorial solía organizar anualmente eventos de gala tales como:
- Premio Ronda: Evento de premiación de la música y actuación producida en Venezuela. Equivalente a los premios estadounidenses Emmy y Grammy. Era patrocinado principalmente por la revista Ronda perteneciente a este grupo. Su transmisión televisiva corrió a cargo de Radio Caracas Televisión entre 1985 y 1995.
- Meridiano de Oro: Equivalente al Oscar estadounidense, en este caso se solía premiar a los más destacados del medio radial y televisivo. Patrocinado por el diario Meridiano (del cual toma su nombre), fue transmitido primeramente por Venevisión entre 1970 y 1993 y luego por Radio Caracas Televisión entre 1994 y 1995. Para reconocimientos especiales, se entregaba el Meridiano de Platino.
- Chica 2001: Concurso de belleza que competía con el Miss Venezuela, el cual era organizado y patrocinado por el diario 2001 y transmitido por Radio Caracas Televisión entre 1982 y 1994.
- Señorita Deporte: Concurso de belleza orientado a chicas que practican alguna disciplina deportiva. Transmitido por Meridiano Televisión entre 2004 y 2009.